# Royal Navy
Brittiska kungliga flottan (engelska: Royal Navy) är Storbritanniens örlogsflotta. Royal Navy är den äldsta av de brittiska försvarsgrenarna. Då Storbritannien är en önation och sjöfartsnation har flottan under historien haft stor betydelse för utgången av flera krig. Sedan länge har Royal Navy varit en av världens största flottor - periodvis även världens största - och är en Blue-water navy; en flotta som har kapacitet att operera på världshaven, med flygunderstöd från hangarfartygsbaserat flyg. Enligt Eric Groves klassificering av världens flottor 1990 var Royal Navy, liksom den franska flottan, en tredje rangens flotta, d.v.s. en flotta som hade kapacitet att genomföra en begränsad sjömilitär operation i en global skala.
Det officiella samlingsnamnet på alla marina delar av brittiska försvarsmakten av idag är Naval Service, och inkluderar Royal Navy och Royal Marines med mera. Naval Service hade 39 400 stamanställda i april 2006.

## Historia

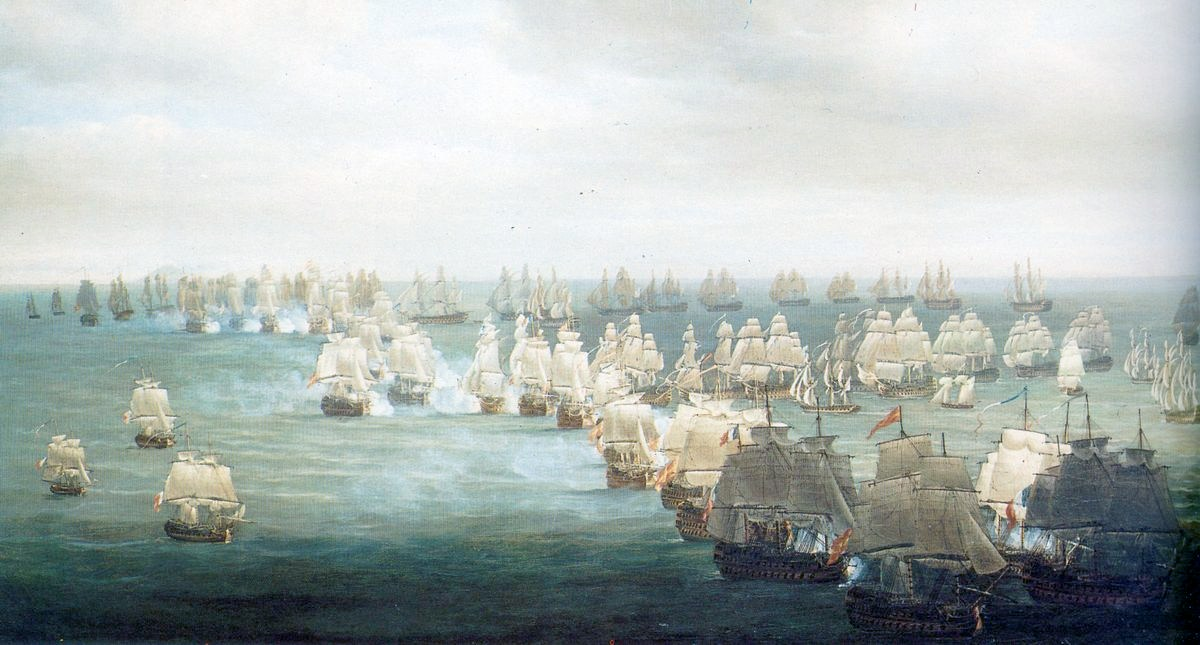
Slaget vid Trafalgar.

Mellan år 1692 och början av andra världskriget ansågs Royal Navy vara den största och mäktigaste flottan i hela världen. Efter det har USA:s flotta tagit över den rollen, även om Royal Navy förblivit Västeuropas största och teknologiskt mest avancerade flotta. Flottan bidrog starkt till att Storbritannien kom att bli den dominerande militära och ekonomiska stormakten under 1700-talet och 1800-talet och var dels av stor betydelse för möjligheten att erövra de många brittiska kolonierna, bland annat i konkurrens med Frankrike, och dels för att hålla ihop det vidsträckta brittiska imperiet. I och med segern i slaget vid Trafalgar 1805 erhöll Storbritannien ett absolut sjöherravälde i 100 år framåt.
Rule, Britannia! är en känd patriotisk sång som med textraden Britannia, rule the waves innehåller en hyllning till Royal Navy och visar på vilken betydelse den haft.

## Royal Navy idag
Royal Navy är fortfarande en av världens största flottor, och överträffas endast av den amerikanska, kinesiska och ryska flottan när det gäller förmåga att utöva global sjömakt.[källa behövs] Royal Navy har idag omkring 90 fartyg och fyra örlogshamnar.
Dess uppdrag är idag att skydda brittiska intressen i hemlandet och utomlands och att verkställa den brittiska regeringens utrikes- och försvarspolitik, med såväl militära som diplomatiska medel. Royal Navy utgör en viktig komponent i Storbritanniens åtaganden till NATO, och upprätthåller Storbritanniens kärnvapenavskräckningsförmåga genom att ständigt ha kärnvapenubåtar till havs.
Royal Navy har idag fartyg på patrull i Medelhavet, Nord- och Sydatlanten och i Persiska Golfen. 

### Organisation och ledning
Högste befälhavare för Brittiska flottan är Kung Charles III, i kraft av befattningen som högste befälhavare över alla väpnade styrkor och med titeln Lord High Admiral. Den som har det yrkesmässiga ansvaret för dess ledning är chefen för Naval Service, med titeln Förste sjölord (engelska: First Sea Lord. Denne ingår i ett amiralitetskollegium vars ordförande är Storbritanniens försvarsminister (Secretary of State for Defence). 
De marina ledamöterna i detta kollegium var i juli 2007:
- Förste sjölord (och chef för marinen): Amiral Sir Jonathon Band KCB, ADC
- Chefen för flottan (Fleet Commander): Amiral Sir Mark Stanhope KCB, OBE
- Andra sjölord (och chef för marinflyget): Viceamiral Adrian Johns CBE
- Chef för marinstaben: Konteramiral Robert Cooling
- Marinens Controller: Konteramiral P Lambert
- Chef för flottans underhåll: Viceamiral TA Soar OBE

Chefen för flottan för befäl över alla sjögående enheter. Denne har sitt högkvarter ombord på HMS Excellent i Portsmouth samt i Northwood, Middlesex där alla försvarsgrenarna har ett gemensamt högkvarter. I detta högkvarter finns ett antal chefer med olika ansvarsområden, däribland:
- Stabschef: Viceamiral Paul Boissier
- Operativ chef: Konteramiral D J Cooke MBE
- Cheren för de sjöstridskrafterna: Konteramiral George Zambellas DSC
- Chefen för amfibiestridskrafterna (och kommendant för marinkåren): Generalmajor G S Robison

Amfibiestridskrafterna består i huvudsak av den 3:e Kommandobrigaden. Sjöstridskrafterna innefattar ett antal enheter med bland annat hangarfartyg, amfibiefartyg och en särskild multinationell enhet som opererar utanför Irak.

### Baser

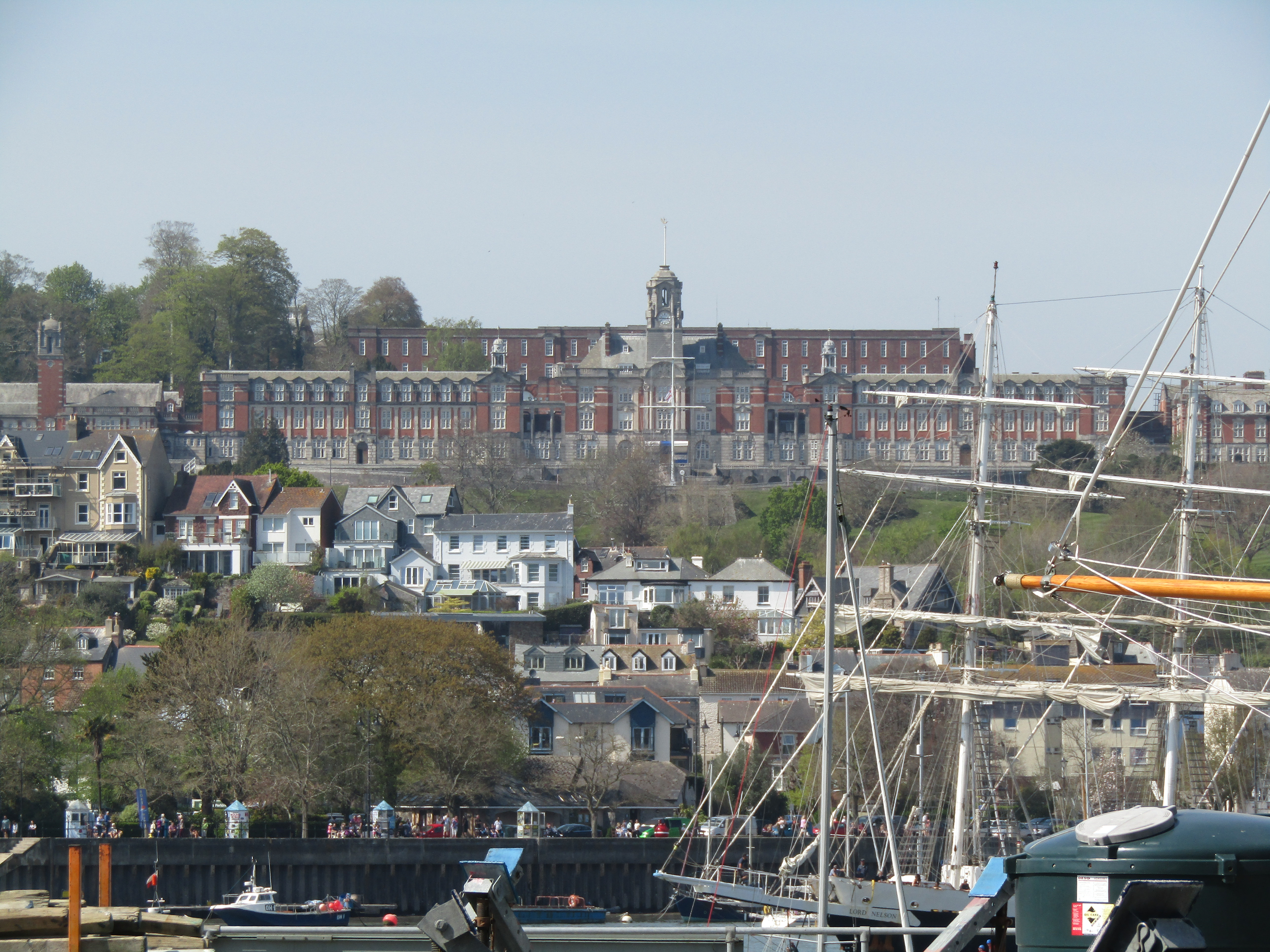
Britannia Royal Naval College i Dartmouth.

Den brittiska flottan hade tidigare när det brittiska imperiet var som störst ett stort antal baser runt om i hela världen. Idag återstår tre örlogshamnar, alla i Storbritannien; HMNB Clyde, HMNB Devonport och HMNB Portsmouth. Marinkåren har sin bas i Plymouth. I Dartmouth, Devon ligger Royal Naval College, som från 1998 grundutbildar alla blivande sjöofficerare.

### Ytflottan – Surface Fleet

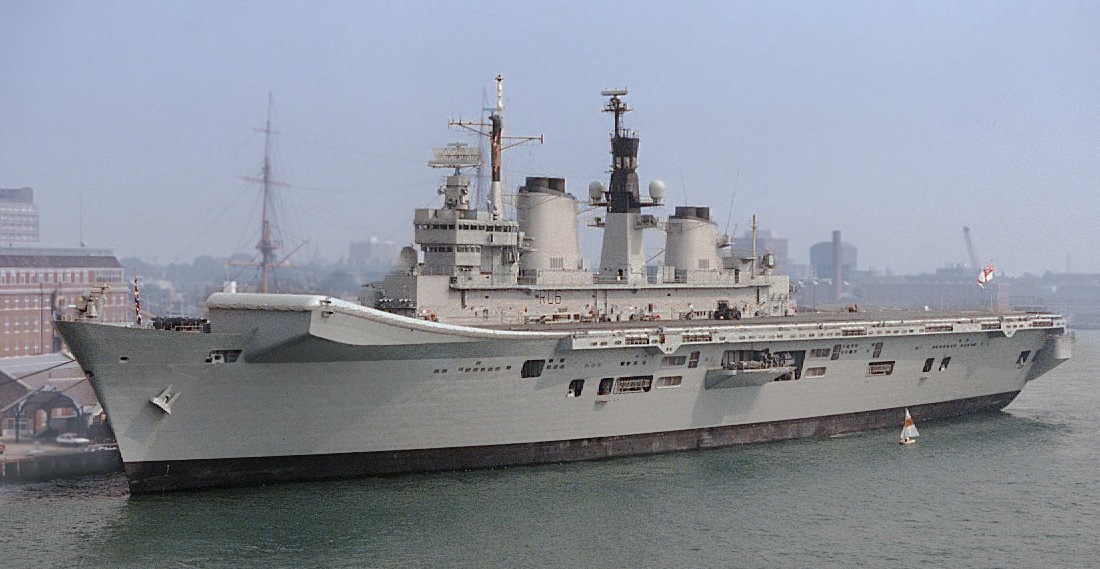
HMS Illustrious.

Ytflottan utgör den största delen av Royal Navy. Den består av 90 fartyg, bland annat 3 hangarfartyg, 3 amfibiefartyg, 8 jagare, 17 fregatter, minröjningsfartyg, patrullbåtar och inspektionsfartyg. 2002 omorganiserades ytfartygsflottan i två flottiljer, baserade i Portsmouth respektive Devonport och en utskiftning av äldre skepp som är tänkt pågå fram till år 2020 påbörjades.
Hangarfartygen är kärnan i Royal Navys expeditionsstyrkor. De två fartygen är HMS Queen Elizabeth och HMS Princes of Wales på vardera 65 000 ton. De togs i tjänst 2017 resp 2019 och ersatte tre äldre och mindre hangarfartyg i Illustrious-klassen. Båda har sin hemmahamn i Portsmouths flottbas HMNB Portsmouth. 

Amfibiefartygen, samtliga från slutet av 1990-talet, har till uppgift att transportera och landsätta trupper. HMS Ocean kan lasta 800 soldater och har 18 helikoptrar ombord, varav 6 Boeing AH-64 Apache attackhelikoptrar. De övriga två fartygen (HMS Albion och HMS Bulwark) kan lasta omkring 400 soldater och 67 fordon.
Jagare och fregatter är flottans arbetshästar. Jagarnas främsta uppgift är luftförsvar, medan fregatterna är inriktade på strid mot ytfartyg och ubåtsjakt. De 8 jagarna av Typ 42 kom i tjänst i slutet på 1970-talet och början på 1980-talet. Bestyckningen består bland annat av en 4,5 tums kanon, 324 mm antiubåtstorpeder och 22 luftvärnsrobotar av typen Sea Dart. Jagarna behöver ersättas av modernare system och 2007 kommer den första i en ny serie Jagare, Typ 45, att träda i tjänst. Mellan 6 och 12 av dessa nya jagare kommer att anskaffas. Dess huvudbestyckning kommer att vara PAAMS som är ett luftvärnssystem utvecklat tillsammans med Frankrike och Italien.
De nyaste fregatterna av Duke-klass (Type 23) är 13 till antalet och trädde i tjänst under 1990-talet. Dess huvudsakliga bestyckning är 32 Sea Wolf luftvärnsrobotar, 8 Harpoon sjömålsrobotar, en 4,5 tums kanon och 324 mm antiubåtstorpeder.

### Ubåtsvapnet – Submarine Service

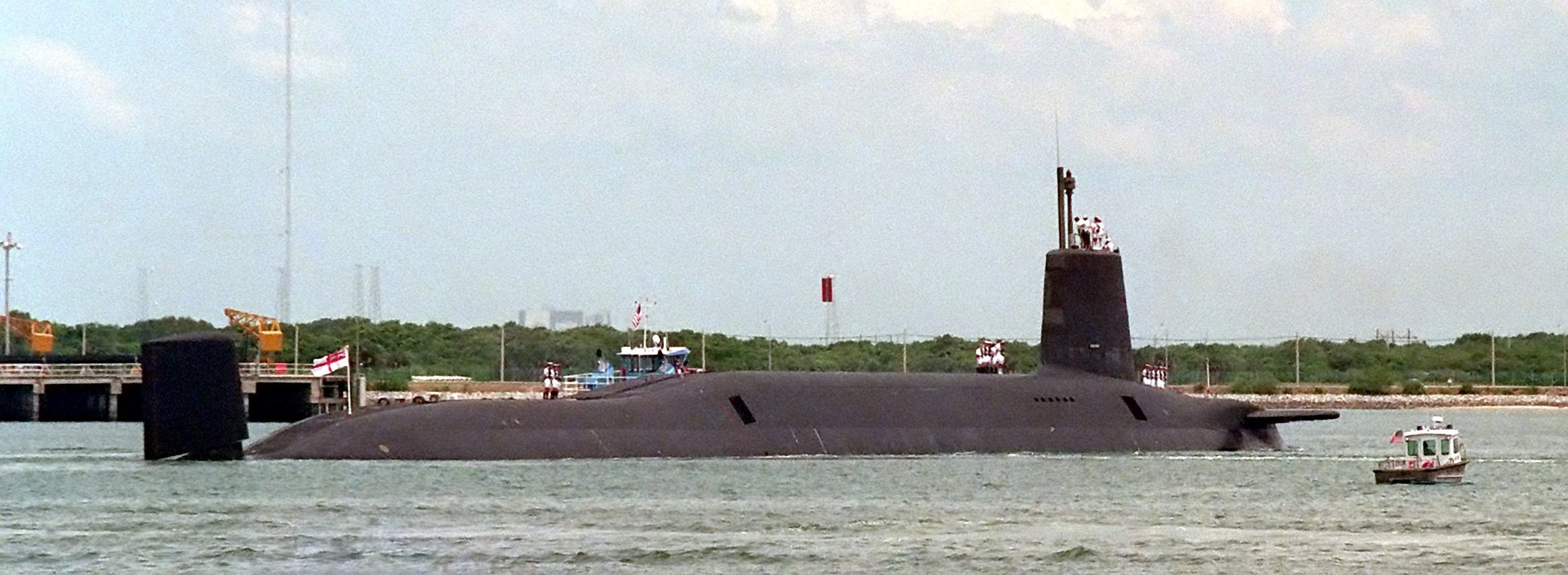

Royal Navys ubåtsvapen har idag enbart kärnkraftsdrivna stridsubåtar. Det rör sig om 4 strategiska robotubåtar (Vanguard-klass), vardera med 16 Trident D5 ballistiska robotar, vilka utgör Storbritanniens förmåga till kärnvapenavskräckning, och 9 attackubåtar (7 Trafalgar-klass och 2 Swiftsure-klass) med kryssningsrobotar. En ny typ av attackubåt (Astute-klass) är under konstruktion. Tre stycken av dessa har sjösatts, men inte tagits i drift (april 2007), och upp till tre till kan komma att beställas. I Submarine Service ingår också ubåtsräddningstjänsten Submarine Rescue Service, med flera små räddningsubåtar och fjärrstyrda dykrobotar.

### Marinflyget – Fleet Air Arm

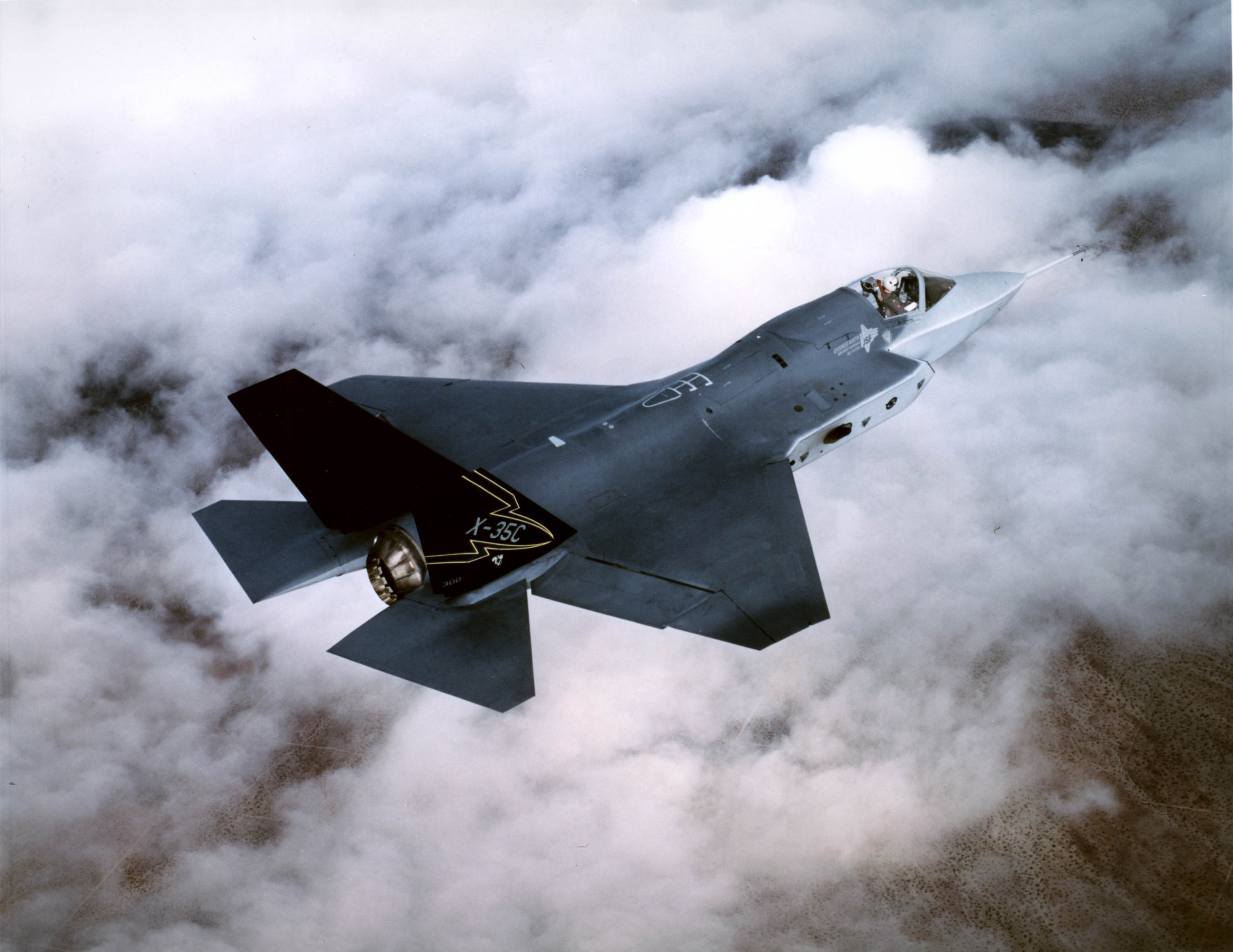
Joint Strike Fighter.

Fleet Air Arm, marinflyget, är Royal Navys flygande förband, med 200 flygplan och helikoptrar samt en personal på omkring 6 200. Omkring 2012 kommer marinflyget att börja utrustas med flygplanet Joint Strike Fighter, som är ett i huvudsak amerikanskt utvecklingsprojekt där även Storbritannien och flera andra länder deltar. Fram till dess har man lånat 26 Harrier GR.9 av RAF. Utöver detta finns det också 44 EH-101 Merlin-, 54 Lynx- och 60 Westland Sea King-helikoptrar. Dessa är stationerade ombord på hangarfartyg, amfibistridsfartyg, jagare och fregatter när dessa är till sjöss, och annars på baser i Yeovilton, Culdrose och Cottesmore.

### Brittiska marinkåren – Royal Marines
Royal Marines, Storbritanniens marinkår, är inte en del av Royal Navy men väl av Naval Service. De amfibiefartyg som transporterar marinkårsförbanden ingår dock i Royal Navy, och flygunderstödet ingår i Fleet Air Arm. Idag utgörs kärnan i Royal Marines av en brigad (3 Commando Brigade), som står i ständig beredskap som del av Storbritanniens snabbinsatsstyrkor. Brigaden består av tre enheter av bataljonsstorlek samt understödsförband, och är normalt baserade i sydvästra England.

### Royal Fleet Auxiliary

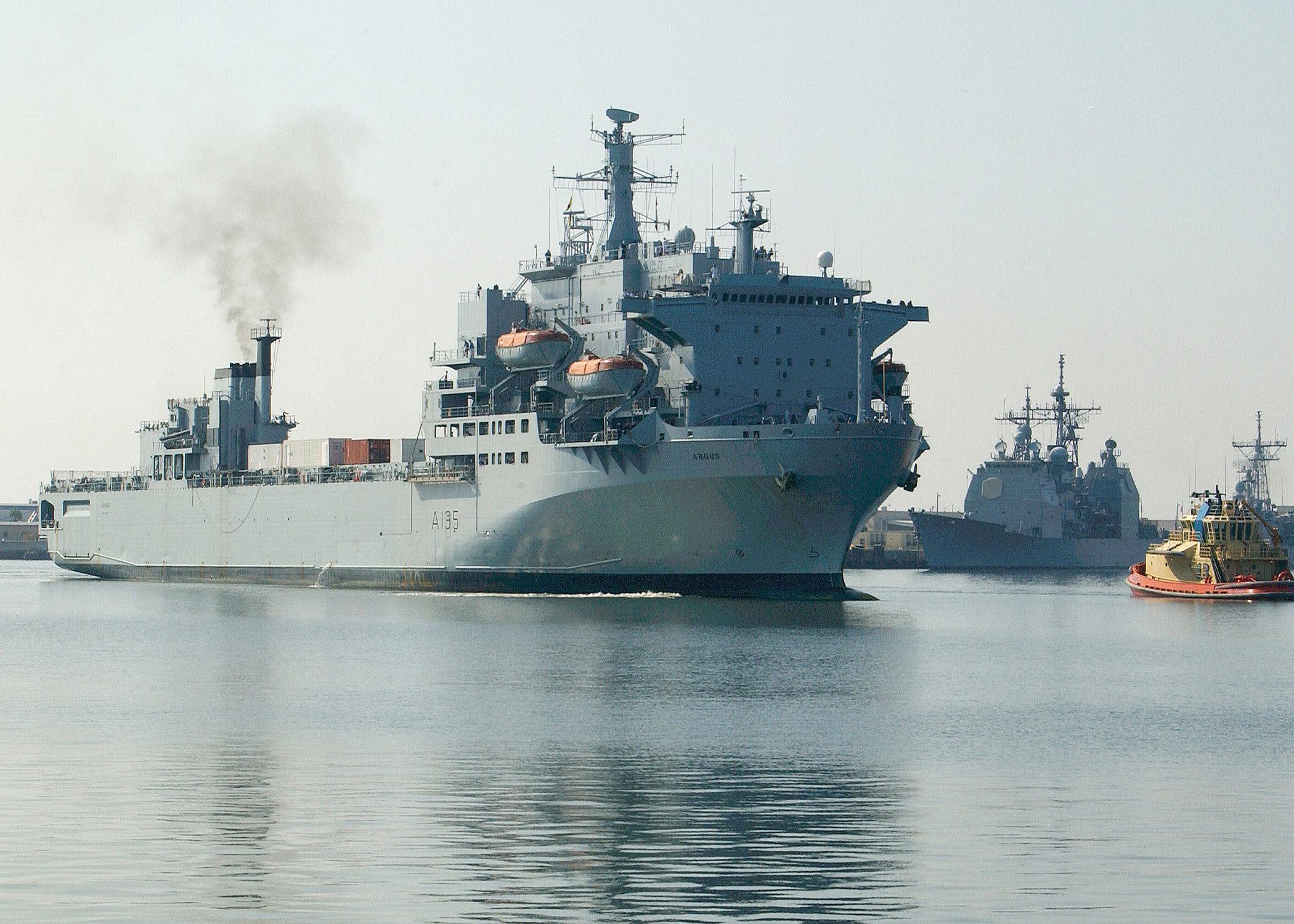

Royal Fleet Auxiliary (RFA) är en civil myndighet under det brittiska försvarsdepartementet, ingående i Naval Service. Det kan i praktiken beskrivas som ett paramilitärt rederi med 18 fartyg. RFA består av trängfartyg, som kan understödja örlogsfartyg med drivmedel, ammunition, reservdelar, färskvatten och proviant till sjöss (RaS, Replenishment at Sea). RFA har också amfibiefartyg. RFA:s fartyg är örlogsgrå, har militär bognummer, kan kommunicera på de militära radiofrekvenserna, har förberedda platser för luftvärnskanoner, och har ofta helikopterplatta. Personalen är civila statstjänstemän och bär uniform och gradbeteckningar av handelsflottans typ. När RFA:s fartyg deltar i krigsoperationer är dess besättningar underkastade krigslagarna.

## Royal Navy tidsspann och utkämpade slag
- 1545 – Slaget vid Solent
- 1588 – Spanska armadan
- 1589 – Engelska armadan
- 1652 – Slaget vid Dungeness
- 1690 – Slaget vid Beachy Head
- 1692 – Slagen vid Barfleur och La Hougue
- 1692 – Slaget vid Plaisance (Placentia)
- 1704 – Slaget vid Malaga
- 1740 – Slaget vid Portobello
- 1747 – De två slagen vid Kap Finisterre
- 1759 – Slaget vid Quiberon Bay och Slaget vid Lagos
- 1762 – Slaget vid Signal Hill
- 1780 – Slaget vid Cape St. Vincent (1780)
- 1781 – Slaget vid Chesapeake och Slaget vid Doggers bankar
- 1782 – Slaget om St. Kitts och Slaget vid Saintes
- 1794 – Franska revolutionen, "The Glorious First of June"
- 1797 – Slaget vid Cape St. Vincent (1797)
- 1798 – Slaget vid Nilen
- 1801 – Slaget vid Köpenhamn
- 1805 – Slaget vid Trafalgar
- 1808–1814 – Napoleonkrigen, Iberiska halvön
- 1812–1814 – 1812 års krig
- 1839–1842 – Opiumkrigen
- 1914–1918 – Första slaget om Atlanten
- 1914 – Första slaget vid Helgolandsbukten Slaget om Coronel, Slaget om Falklandsöarna
- 1915 – Slaget vid Doggers bankar (1915) Dardanelleskampanjen
- 1916 – Slaget vid Jylland
- 1917 – Andra slaget vid Helgolandsbukten
- 1919 – Ryska inbördeskriget
- 1931 – Myteriet vid Invergordon
- 1939–1945 – Andra slaget om Atlanten
- 1939 – Slaget vid Río de la Plata
- 1940 – Operation Dynamo
- 1941 – Slaget om Cape Matapan
- 1941 – Sänkningen av HMS Hood och tyska slagskeppet Bismarck
- 1943 – Slaget vid Nordkap
- 1944 – Operation Tungsten
- 1944 – Operation Neptune/Operation Overlord
- 1946 – Mineringen av Saumarez och Volage i Corfukanalen.
- 1949 – Yangtzeincidenten
- 1950–1953 – Koreakriget
- 1956 – Suezkrisen
- 1962 – Indonesien-Malaysiska konfrontationen inleds i Borneo
- 1965 – Beira Patrol mot Rhodesia inleds
- 1980 – Armilla Patrol i Persiska viken inleds
- 1982 – Falklandskriget
- 1991 – Kuwaitkriget, Irak, Operation Granby
- 1999 – Kosovo, Operation Allied Force konflikt, Operation Allied Harvest.
- 2000 – Sierra Leone, Operation Palliser
- 2001 – Afghanistan, Operation Veritas
- 2003 – Irakkriget, Operation Telic

## Kända fartyg inom Royal Navy

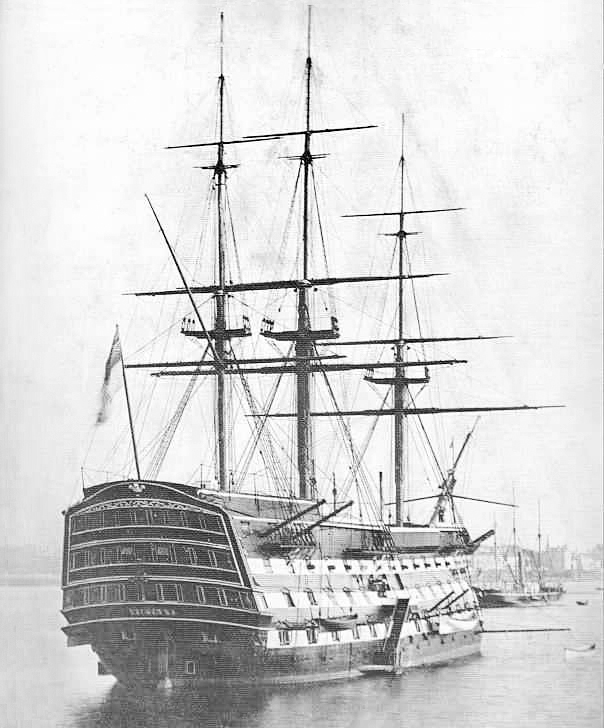
HMS Victory 1884.

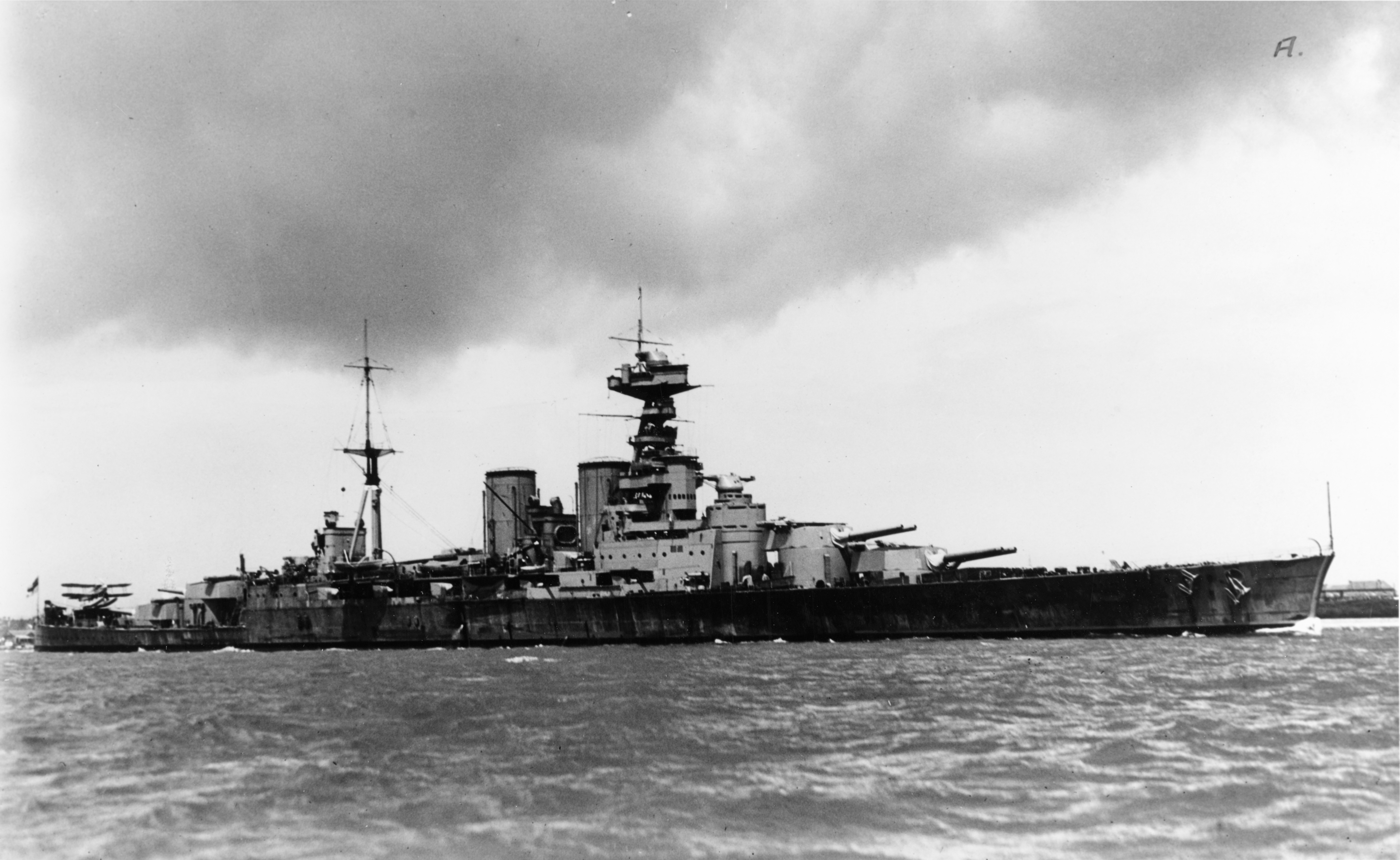
HMS Hood 1932.

- Mary Rose – sjönk år 1545 utanför Portsmouth.
- Golden Hind – Sir Francis Drakes flaggskepp under världsomseglingarna och räderna på de spanska skeppen.
- Ark Royal – engelska flottans flaggskepp mot den spanska armadan. Den nuvarande Ark Royal är ett hangarfartyg av Invincible-klass och användes i invasionen av Irak.
- Revenge – kämpade aktivt mot den spanska armadan; blev senare ämnet i den dikt av Alfred Tennyson som redogjorde för hennes heroiska kamp mot en stor spansk styrka år 1591.
- Endeavour – James Cooks upptäcktsskepp 1768–1771, upptäckte Nya Zeeland & Australien.
- Resolution – James Cooks upptäcktsskepp 1772–1775 och 1776–1779, upptäckte Sandwichöarna (Hawaii).
- Discovery – deltog i Cook's sista expeditionen 1776–1779.
- Bounty – där det berömda myteriet utspelade sig 1789.
- Surprise – franska L'Unité, erövrat av Royal Navy 1796. Huvudkaraktären i filmen Master and Commander – Bortom världens ände 2003.
- Victory – Nelsons flaggskepp 1805. Det här skeppet är officiellt fortfarande i tjänst som världens äldsta krigsfartyg och flaggskepp för Second Sea Lord.
- Beagle – Charles Darwins fartyg under sin expedition 1831–1836.
- Alecto – skovelhjulångskepp som förlorade en reptävling mot HMS Rattler 3 april 1845.
- Rattler – propellerångskepp som vann en reptävling mot HMS Alecto 3 april 1845.
- Warrior – Storbritanniens första krigsskepp med stålskrov 1860.
- Dreadnought – det första slagskeppet med "bara stora kanoner" (tio 30,5 cm) 1906.
- Orion – första Super Dreadnought (tio 34 cm kanoner) 1910.
- Warspite – deltog i slaget vid Jylland 1916 och i andra världskriget.
- HMS Iron Duke – Admiral Jellicoes flaggskepp i slaget vid Jylland 1916.
- Furious – första användbara hangarfartyget, hennes flygplan attackerade en tysk zeppelinarebas 1918.
- Hood – slagkryssare som sänktes av Bismarck 1941.
- Prince of Wales – slagskepp förlorat vid Slaget om Singapore 1942.
- Campbeltown – Raiden mot Saint-Nazaires torrdocka 1942.
- HMS Rodney (29) – användes för kustbombardemang på Dagen D 1944.
- Vanguard – Royal Navys sista slagskepp och gick också på grund i hamnen i Portsmouth.
- Belfast – museifartyg i London från andra världskriget och koreakriget.
- Dreadnought – Storbritanniens första atomubåt.
- Resolution – Storbritanniens första ubåt med ballistiska robotar.
- Invincible – lätt hangarfartyg.
- Conqueror – den första och hittills enda atomubåt som har sänkt ett fiendefartyg i strid, 1982.
- Sheffield – jagare satt ur spel av exocetrobot i Falklandskriget 1982.

## Kända personer verksamma inom Royal Navy
- Francis Drake, världsomseglare.
- James Cook, världsomseglare.
- Fletcher Christian, ledare för myteriet på Bounty.
- Lord Nelson, amiral, segrare i slaget vid Trafalgar.
- Charles Darwin, världskänd botaniker.[källa behövs]
- John Franklin, amiral, befälhavare för den ökända Franklinexpeditionen
- John Jellicoe, chef för den brittiska Grand Fleet, Slaget vid Jylland 1916.
- Prins Andrew, Elizabeth II:s tredje barn, deltagare i Falklandskriget.